# Postlude 1
Postlude 1 is een compositie van Witold Lutosławski. Lutosławski componeerde uiteindelijke drie postludes, maar deze is veruit het bekendst. De componist werkte lang aan zijn postludes. De eerste werkzaamheden begonnen in 1958, in 1960 sloot hij ze af. Hij was er niet tevreden over en begon toen aan een uitgebreide revisie. Postlude 1 kende zijn eerste uitvoering tijdens een congres betreffende het honderdjarig bestaan van het Rode Kruis in Genève. Ernest Ansermet leidde toen het Orchestre de la Suisse Romande. De postludes moeten gezien worden als een uitvloeisel van Witolds Marche funèbre, een van zijn bekendste werken. Postlude begint als een naspel van een groots werk voor orkest en bouwt onder invloed van het slagwerk langzaam uit tot een climax om vervolgens terug te keren naar de “naspelstand”.
De eerste postlude van circa vier minuten is geschreven voor groot orkest.
- 3 dwarsfluiten, 3 hobo’s, 3 klarinetten, 3 fagotten
- 4 hoorns, 3 trompetten, 3 trombones, 1 tuba
- 4 man/vrouw percussie,  2 harpen, 1 piano
- violen (16 eerste, 14 tweede), 12 altviolen, 12 celli, 8 contrabassen

## Discografie
- Uitgave Naxos: Pools Nationaal Radio-Symfonieorkest o.l.v. Antoni Wit (opname 1997)
- Uitgave EMI Classics: idem o.l.v. componist (1976/1977)